# 托馬斯·福勒

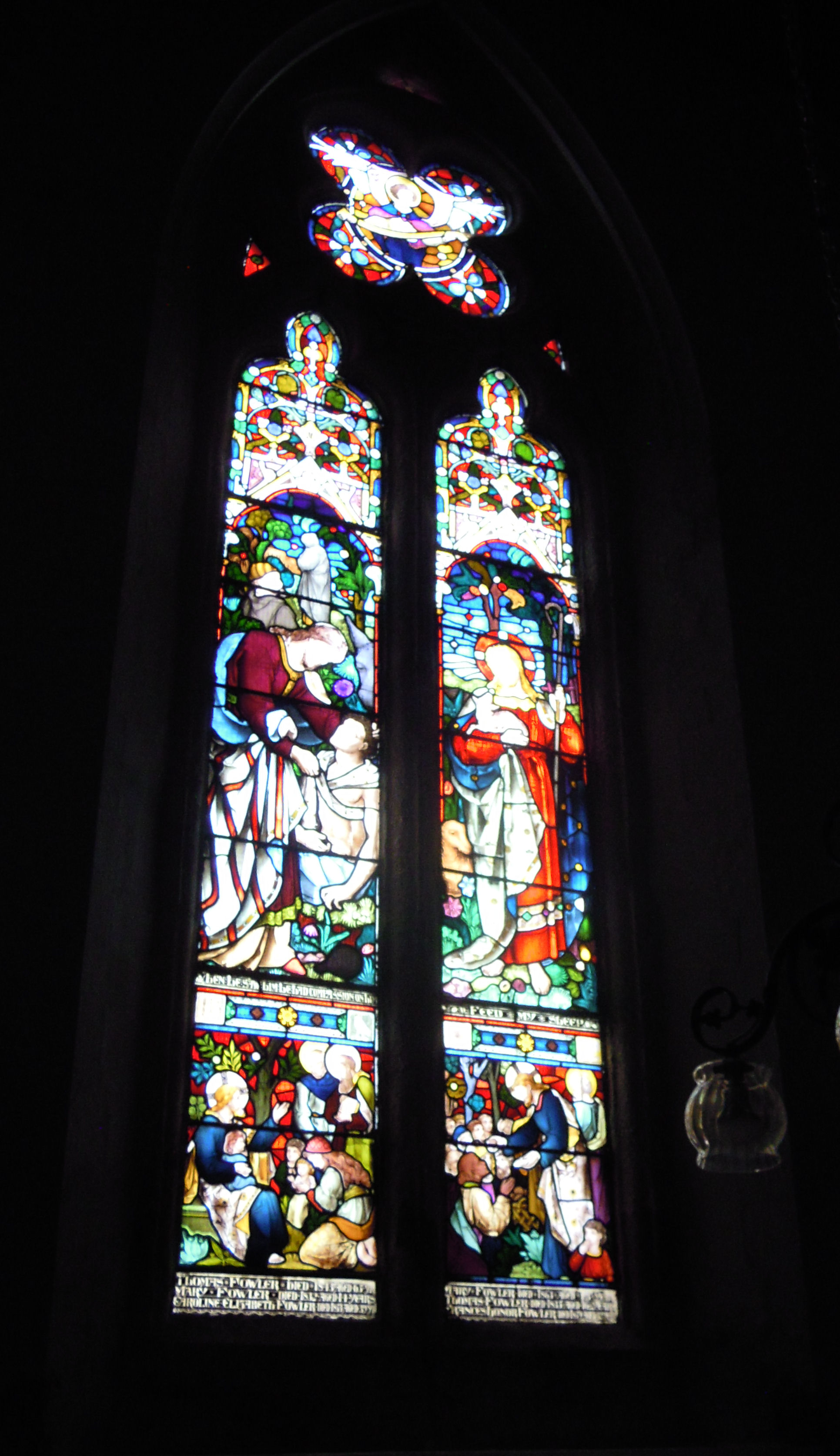
大托靈頓St Michael and All Angels教堂的纪念堂窗口

托馬斯·福勒（Thomas Fowler，1777年—1843年3月31日），生於英格兰德文郡大托靈頓，是英國發明家，最著名的發明為熱虹吸，是早期的中央供暖系統基礎。他的兒子Hugh Fowler是一位牧師，撰作了一本關於他父亲的傳記。

## 發明

### 熱虹吸
1828年 Fowler獲得了熱虹吸管專利（英國專利號5711）。這是第一個對流加熱系統。基於他的設計的系統安裝在 Rolle Estate的部分 Bicton，並在 1829 年的 Gardener's雜誌中獲得了很高的評價。不幸的是，由於當時專利系統的固有缺陷（在這個缺陷下，一個新版本的設計原始專利未涵蓋這些變化），熱虹吸管被許多其他製造商盜版，福勒沒有足夠的資金進行法律程序。
此時的加熱是通過燃煤爐灶。在大房子裡，這些房屋將被放置在地下室中，允許整個房屋進行熱虹吸循環。在Fowler將近一個世紀之後，英國在第一次世界大戰後期為典型的小型房屋開發了後鍋爐，在後者的客廳壁爐裡還安裝了一個簡單的罐式鍋爐。來自該鍋爐的大直徑管道通過位於樓上的間接熱水儲存缸中的盤管式熱交換器循環。這種熱水提供了浴室，越來越多地安裝在這段時期的房屋上，以及樓下的廚房或洗滌室。鍋爐和儲存器之間的高度差允許在這個簡單的大孔一次迴路中進行熱虹吸循環。到20世紀60年代，空間供暖循環系統得到了電動泵的輔助。20世紀70年代，從煤炭加熱轉向燃氣鍋爐也推動了可靠的泵送循環。隨著儲存的熱水消失而使用 Combi鍋爐，從20世紀80年代起，熱虹吸管從英國管道中消失。

### 計算機
1840年，福勒生產了一台使用平衡三元算法的機械計算機。如果他的想法再次被盜，他會感到擔心，因此他在打印業務的車間單獨設計和製造了這台機器。為了彌補使用木質部件可達到的有限精度，他大規模地建造了機器; 它長6英尺，深3英尺，高1英尺（1800 x 900 x 300毫米）。
福勒先前曾使用平衡三元算法開發了方法，以簡化他作為其司庫的職責代表托靈頓貧困法律聯盟執行的複雜貨幣計算，後來他在他的書“促進算術計算表”中發表了該算法。他的機器被設計為給這些技術以機械形式，平衡三元的選擇允許機構簡單，但是在處理之前必須將值轉換為平衡三元，並且在計算結束時將結果轉換回小數。
雖然這台機器目前還沒有生存下來，但是這個複製品卻是由著名數學家奧古斯特斯·德摩根（Augustus DeMorgan）在1840年對其進行了兩頁描述而構建的。[1]這個複製品駐留在倫敦的科學博物館。
福勒在聖邁克爾教堂的聖詹姆斯禮拜堂和他的祖國大託林頓的所有天使都有一個紀念窗。邊界顯示他的兩項發明：熱虹吸管（中央供暖系統的創始人）和計算機。